# The Castaways (film fra 1910)
 For alternative betydninger, se The Castaways. (Se også artikler, som begynder med The Castaways)
The Castaways er en amerikansk stumfilm fra 1910 af Sidney Olcott.